# Ampelodesmos mauritanicus
La disa o saracchio (Ampelodesmos mauritanicus (Poir.) T.Durand & Schinz, 1894) è una pianta erbacea appartenente alla famiglia delle Poacee (sottofamiglia Pooideae). È l'unica specie nota del genere Ampelodesmos Link, 1827 e della tribù Ampelodesmeae Tutin, 1978.

## Etimologia
Il nome generico (Ampelodesmos) deriva da due parole greche: αμπελος=vite e δεσμος=legame, al fatto che nell'antichità veniva usata per legare le viti; le foglie, lunghe e tenaci, vengono tuttora utilizzate da artigiani per impagliare le sedie e per produrre cordami. L'epiteto specifico (mauritanicus) indica una probabile origine della pianta dalla Mauritania, o più in generale dal Nord Africa (o in particolare dal Magreb). Il nome comune (tagliamani) deriva dai margini ruvido-taglienti delle foglie di questa pianta.
Il nome scientifico della specie (Ampelodesmos mauritanicus) è stato definito inizialmente dal botanico ed esploratore francese Jean Louis Marie Poiret (1755 – 1834) e perfezionato in seguito dal botanico belga Théophile Alexis Durand (1855 – 1912) e dal botanico ed esploratore svizzero Hans Schinz (1858 – 1941) nella pubblicazione "Conspectus Floræ Africæ; ou, Énumération des plantes d'Afrique. Bruxelles" (Consp. Fl. Afr. 5: 874. 1894) del 1894. Il genere (Ampelodesmos) è stato definito dal biologo, botanico e naturalista tedesco Johann Heinrich Friedrich Link (1767 – 1851) nella pubblicazione "Hortus Regius Botanicus Berolinensis descriptus" (Hort. Berol. 1: 136. 1827) del 1827. La tribù (Ampelodesmeae) è stata definita dal professore di botanica all'università di Leicester, autore dei trattati "Flora of the British Isles" e "Flora Europaea", Thomas Gaskell Tutin (1908 – 1987) nella pubblicazione "Botanical Journal of the Linnean Society" (Bot. J. Linn. Soc. 76(4): 369. 1978) del 1978.

## Descrizione
L'altezza di queste piante arriva a 1 - 2 metri (massimo 5 metri). La forma biologica è emicriptofita cespitosa (H caesp), sono piante erbacee, perenni, con gemme svernanti al livello del suolo e protette dalla lettiera o dalla neve e presentano ciuffi fitti di foglie che si dipartono dal suolo. Queste piante producono dei cespugli densissimi larghi un metro. In queste piante non sono presenti i micropeli.

### Radici
Le radici sono fibrose, secondarie da rizomi striscianti ma corti.

### Fusto
La parte aerea del fusto (culmi) è robusta, eretta, inclinata all'apice. I culmi sono solidi a sezione più o meno rotonda.

### Foglie
Le foglie lungo il culmo sono disposte in modo alterno, sono distiche e si originano dai vari nodi. Sono composte da una guaina, una ligula e una lamina. Le venature sono parallelinervie. Non sono presenti i pseudopiccioli e, nell'epidermide delle foglie, le papille.
- Guaina: la guaina è abbracciante il fusto e priva di auricole.
- Ligula: la ligula è membranosa e a volte cigliata. Dimensioni della ligula: 8 – 20 mm.
- Lamina: la lamina ha delle forme generalmente lineari, piane e revoluta sul bordo (i margini sono ruvido-taglienti). È lucida sulla faccia adassiale. Le basi delle foglie diventano dure, tenaci (coriacee) e curve. Le foglie possono essere taglienti per la pelle se si cerca di tirarle stringendole tra le dita. Dimensioni della lamina: larghezza 4 – 7 mm; lunghezza 1 metro.

### Infiorescenza

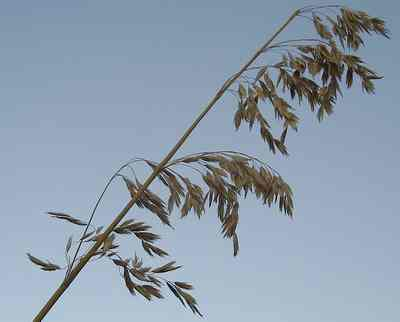
Spiga

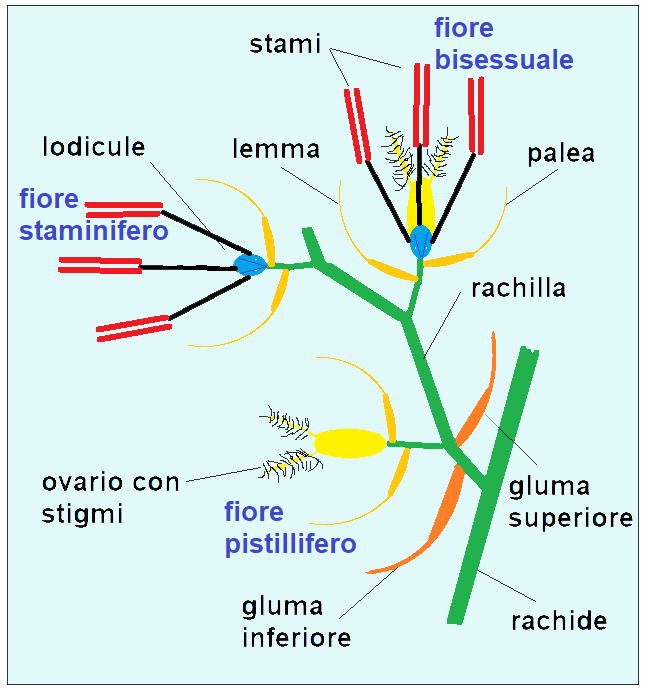
Spighetta generica con tre fiori diversi

Infiorescenza principale (sinfiorescenza o semplicemente spiga): le infiorescenze, ascellari e terminali, in genere sono riccamente ramificata e lievemente unilaterali e sono formate da alcune spighette solitarie ed hanno la forma di una ampia pannocchia piramidale. La fillotassi dell'inflorescenza inizialmente è a due livelli, anche se le successive ramificazioni la fa apparire a spirale. Il colore dell'infiorescenza è variegata di porporino. Dimensione della pannocchia: larghezza 1 dm; lunghezza 3 - 4 dm.

### Spighetta
Infiorescenza secondaria (o spighetta): le spighette, subsessili o brevemente pedicellate, compresse lateralmente, sottese da due brattee distiche e strettamente sovrapposte chiamate glume (inferiore e superiore), sono formate da 2 - 6 fiori. Possono essere presenti dei fiori sterili; in questo caso sono in posizione distale rispetto a quelli fertili. Alla base di ogni fiore sono presenti due brattee: la palea e il lemma. La rachilla è pubescente e si estende oltre i fiori. La disarticolazione avviene con la rottura della rachilla tra i fiori o sopra i glumi persistenti. Le spighette non sono pungenti. Lunghezza delle spighette: 12 – 17 mm.
- Glume: le glume, persistenti, sono diseguali e più corte dei fiori e con apici attenuati e carenate; dimensione delle due glume: 6 – 9 mm e 11 – 12 mm.
- Plaea: un profillo con due venature e cigliata.
- Lemma: il lemma, lanceolato, a volte è pubescente (villoso) nella metà inferiore e mucronato all'apice con due denti e una resta lunga 1–2 mm; lunghezza del lemma: 14 – 16 mm.

### Fiore
I fiori fertili sono attinomorfi formati da 3 verticilli: perianzio ridotto, androceo e gineceo.
- Formula fiorale:[11]

- , P 2, A (1-)3(-6), G (2–3) supero, cariosside.

- Il perianzio è ridotto e formato da tre lodicule, delle squame traslucide, poco visibili (forse relitto di un verticillo di 3 sepali). Le lodicule, lanceolate, sono vascolarizzate, membranose e cigliate. Lunghezza 2 – 3 mm.
- L'androceo è composto da 3 stami ognuno con un breve filamento libero, una antera sagittata e due teche. Le antere sono basifisse con deiscenza laterale. Il polline è monoporato. Lunghezza delle antere: 5 mm.
- Il gineceo è composto da 3-(2) carpelli connati formanti un ovario supero. L'ovario, pubescente, ha un solo loculo con un solo ovulo subapicale (o quasi basale). L'ovulo è anfitropo e semianatropo e tenuinucellato o crassinucellato. Lo stilo, breve, è unico con due stigmi papillosi e distinti.
- Fioritura: da aprile a giugno.

### Frutti
I frutti sono del tipo cariosside, ossia sono dei piccoli chicchi indeiscenti, con forme ovoidali, nei quali il pericarpo è formato da una sottile parete che circonda il singolo seme. In particolare il pericarpo è fuso al seme ed è aderente. L'endocarpo non è indurito e l'ilo è lungo e lineare. L'embrione è piccolo e provvisto di epiblasto ha un solo cotiledone altamente modificato (scutello senza fessura) in posizione laterale. I margini embrionali della foglia non si sovrappongono.

## Biologia
In generale nelle Poaceae la fecondazione avviene fondamentalmente tramite l'impollinazione dei fiori per via anemogama. Gli stigmi piumosi sono una caratteristica importante per catturare meglio il polline aereo.
I semi cadendo a terra, dopo aver eventualmente percorso alcuni metri a causa del vento (dispersione anemocora) sono dispersi soprattutto da insetti tipo formiche (mirmecoria).

## Distribuzione e habitat
- Geoelemento: il tipo corologico (area di origine) è Steno-Mediterraneo / Sud-Occidentale.

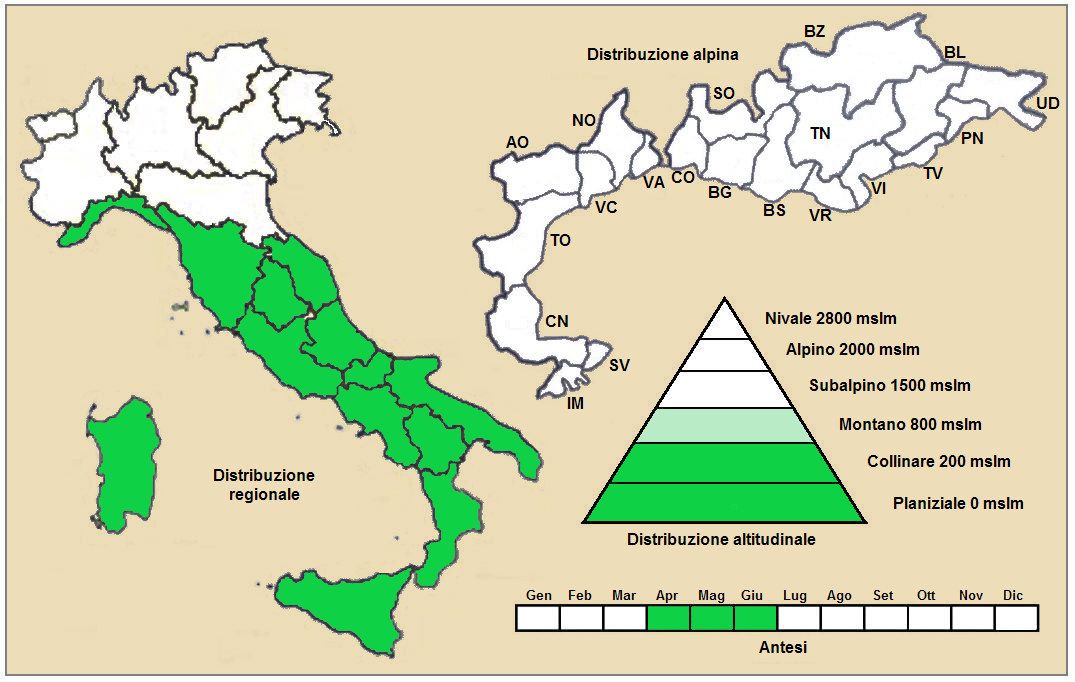
Distribuzione della specie in Italia.

- Distribuzione: nativa delle regioni a clima mediterraneo, la specie è distribuita oltre che nell'Africa settentrionale, nelle zone costiere della Spagna, della Francia, dei Balcani, della Turchia e dell'Asia minore. In Italia è presente sulle pendici litoranee aride del centro-sud, in Sicilia e nella zona litoranea della Liguria (Portofino, Capo Noli, Capo Mele), dove la specie raggiunge il limite settentrionale della sua distribuzione in Italia.[5][17]
- Habitat: l'habitat tipico per questa pianta sono i pendii argillosi generalmente lambiti da correnti di aria umida. In genere vive su terreni aridi e sabbiosi, spesso in associazioni pure (dette ampelodesmeti), tipiche rappresentanti della prateria mediterranea.
- Distribuzione altitudinale: sui rilievi queste piante si possono trovare fino a 1.200 m s.l.m..

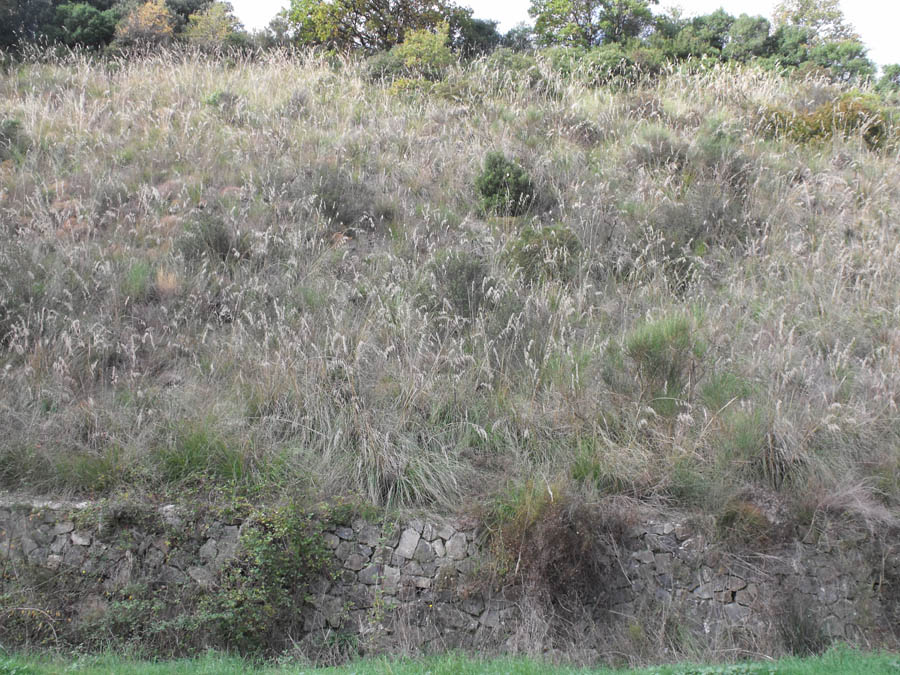
Gariga ad A. mauritanicus in Toscana
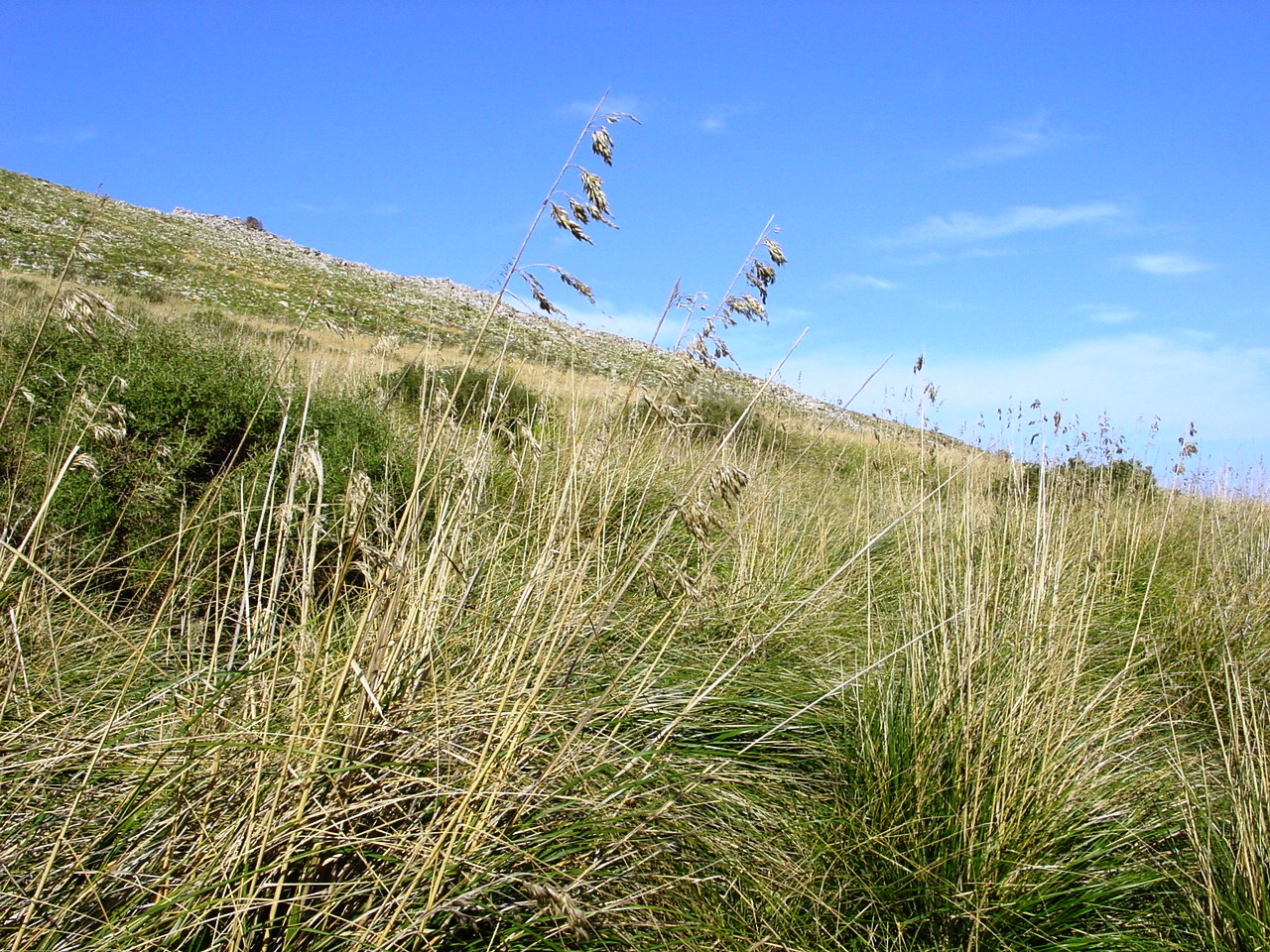
Gariga ad A. mauritanicus in Sicilia

### Fitosociologia
Per l'areale italiano Ampelodesmos mauritanicus appartiene alla seguente comunità vegetale:
- Macrotipologia: vegetazione delle praterie
  - Classe: Lygeo sparti-Stipetea tenacissimae Rivas-Martínez, 1978 nom. conserv. propos. Rivas-Martínez, Diaz, Fernández-González, Izco, Loidi, Lousa & Penas, 2002
    - Ordine: Hyparrhenietalia hirtae Rivas-Martínez, 1978
      - Alleanza: Avenulo cincinnatae-Ampelodesmion mauritanici Minissale, 1995

Descrizione. L'alleanza Avenulo cincinnatae-Ampelodesmion mauritanici è relativa alle comunità che si sviluppano in Sicilia (e in Tunisia) sui pendii dei rilievi, sia costieri che interni. Questa associazione è presente in aree caratterizzate da precipitazioni medie annue comprese tra 600 mm e 1000 mm, e temperature medie annue comprese tra 11 e 18 °C. In generale questa cenosi è distribuita nel Mediterraneo centrale su suoli profondi, solitamente calcarei, marnosi o sabbiosi. Le condizioni idonee alla diffusione di queste comunità si realizzano anche attraverso processi di degradazione ad opera antropica, ad esempio in seguito ad incendi o tagli ripetuti.
Specie presenti nell'associazione: Anthyllis vulneraria, Micromeria graeca, Dactylis hispanica, Galium lucidum, Elaoselinum asclepium, Psoralea bituminosa, Atractylis gummifera, Avenula cincinnata, Pimpinella anisoides, Scorzonera columnae, Festuca coerulescens, Gypsophila arrostii, Dianthus graminifolius, Dianthus siculus, Eryngium bocconei, Helminthotheca aculeata, Picris aculeata, Helictotrichon convolutum.
Altre alleanze per questa specie sono:
- Calicotomo villosae-Genistion tyrrhenae
- Oleo sylvestris-Ceratonion siliquae

## Tassonomia
La famiglia delle Poacee comprende circa 800 generi e oltre 9.000 specie. È una delle famiglie più numerose e più importanti del gruppo delle monocotiledoni. La famiglia è suddivisa in 12 sottofamiglie, fa parte della sottofamiglia Pooideae.
Il basionimo per questa specie è: Arundo mauritanica Poir..

### Filogenesi
La tribù Ampelodesmeae, insieme alle tribù Stipeae Dumort., Diarrheneae C.S. Campb. e Brachypodieae Harz, fa parte della supertribù Stipodae L. Liu, 1980. Insieme alla tribù Stipeae formano un "gruppo fratello". La specie A. mauritanicus comunque si distingue dal resto delle Stipeae per la spighette multiflore; tuttavia i dati molecolari la collegano inequivocabilmente ai generi (descritti all'interno della tribù Stipeae) Psammochloa e Neotrinia. La supertribù Stipodae è il quarto nodo della sottofamiglia Pooideae ad essersi evoluto (gli altri tre sono la tribù Brachyelytreae, e le supertribù Nardodae e Melicodae).
La tribù Ampelodesmeae appartiene al subclade Eurasiatico delle Stipeae individuato dai seguenti caratteri:
- i lobi dei lemmi in genere sono ben sviluppati;
- le cellule lunghe dell'epidermide dei lemmi hanno delle pareti sinusoidali (carattere plesiomorfico).

Le seguenti sinapomorfie sono indicate per questa specie:
- i culmi sono solidi;
- le basi delle foglie diventano dure e curve;
- le spighette hanno da 2 a 6 fiori;
- le lodicule sono 3.

In alcuni studi filogenetici la specie di questa voce è descritta all'interno del "Clade I" della tribù Stipeae. Tradizionalmente Ampelodesmos mauritanicus era collocata nella tribù Arundineae (Arundinarieae) nella ex. famiglia Gramineae (Poaceae).
Il numero cromosomico di A. mauritanicus è: 2n = 48.

### Sinonimi
Questa entità ha avuto nel tempo diverse nomenclature. L'elenco seguente indica alcuni tra i sinonimi più frequenti:
- Ampelodesmos ampelodesmos (Cirillo) Kerguélen
- Ampelodesmos bicolor  (Poir.) Kunth
- Ampelodesmos effusus  Steud.
- Ampelodesmos festucoides  (Desf.) Steud.
- Ampelodesmos mauritanicus var. bicolor (Poir.) Fiori
- Ampelodesmos tenax  (Vahl) Link
- Ampelodonax bicolor  (Poir.) Lojac.
- Arundo ampelodesmos  Cirillo
- Arundo bicolor Poir.
- Arundo biflora  Lam.
- Arundo festucoides  Desf.
- Arundo festucoides f. grandiflora  Pau
- Arundo mauritanica  Poir.
- Arundo pliniana var. mauritanica  (Poir.) Parl.
- Arundo tenax  Vahl
- Avena festucoides  (Desf.) Raspail
- Calamagrostis bicolor  J.F.Gmel.
- Deyeuxia arundinacea  P.Beauv.
- Donax ampelodesmos  Schult.
- Donax bicolor  (Poir.) P.Beauv.
- Donax festucoides  (Desf.) P.Beauv.
- Donax mauritanicus  (Poir.) P.Beauv.
- Donax tenax  (Vahl) P.Beauv.
- Festuca elatior  Ucria
- Stipa mauritanica  (Poir.) Columbus & J.P.Sm.

## Usi
In alcune zone d'Italia gli steli sottili, resistenti e lisci della spiga sono usati per arrotolare la pasta nella preparazione di fileda/fileja o anche maccarruna, detti ancora nell'Alto Tirreno Cosentino "fusilli" (analoga a quella che in altre zone è chiamata pasta a ferretto o ferretti).
Costituisce anche ottima materia prima per la carta.
Nelle zone di Cassaro e Ferla (Siracusa) ed a Ciminna (Palermo) in occasione del “Triunfu ra Marunnuzza” sono legati insieme diversi steli e utilizzati a mo’ di fiaccola durante le processioni in diverse attività religiose.

## Nomi regionali in Italia
La pianta è conosciuta con diversi nomi nei vari dialetti: in Abruzzo in generale, e specialmente nella zona di Ortona, la pianta è conosciuta come Vèlla; le foglie lunghe e sottili venivano raccolte ed essiccate all'ombra per poi essere utilizzate, dopo un breve periodo di ammollo, per legare i tralci delle viti. In Campania è detta erba sparta, in Sicilia è chiamata liami (con significative varianti locali) e a Palermo disa, nel Cilento la pianta è detta cernicchiara, e sempre in Cilento, la corda ottenuta dalle foglie della pianta si chiama libbano, la cui origine ipotizzata è l'arabo o forse il greco. In Toscana, la pianta è molto diffusa in Maremma ed è conosciuta con il nome di sarracchio (zona dell'Argentario). In alcune zone della Calabria (ad esempio nell'altopiano del Poro) è detta gutumara, ed il materiale da essa ottenuto è detto gùtimu (cfr. ciarasu-ciarasara per ciliegia-ciliegio), in altre (quelle con più alta influenza grecanica) la pianta è conosciuta come lisàra. Nella riviera dei cedri è detta "cannoria" o "tunnara".. In Liguria viene chiamata erba lisca, è molto diffusa sul Promontorio di Portofino e una volta veniva usata per fare cordame. Nel Lazio meridionale è conosciuta come stramma.
In Sicilia il suo fusto è denominato busa.